# Adriana Barna
Adriana Barna (* 21. Mai 1978 in Cluj-Napoca, Rumänien) ist eine ehemalige deutsche Tennisspielerin. Ihre ältere Schwester Anca war ebenfalls Profispielerin auf der WTA Tour.

## Karriere
Barna, die im Alter von sechs Jahren mit dem Tennissport begann, bevorzugte das Spielen auf Sandplätzen. Sie gewann einen Einzel- und drei Doppeltitel auf dem ITF Women’s Circuit.

## Turniersiege

### Einzel
| Nr. | Datum          | Turnier        | Kategorie   | Belag | Finalgegnerin | Ergebnis |
| --- | -------------- | -------------- | ----------- | ----- | ------------- | -------- |
| 1.  | 1. August 1999 | Les Contamines | ITF $25.000 | Sand  | Lenka Cenková | 7:6, 6:2 |

### Doppel
| Nr. | Datum              | Turnier   | Kategorie   | Belag | Partnerin       | Finalgegnerinnen               | Ergebnis      |
| --- | ------------------ | --------- | ----------- | ----- | --------------- | ------------------------------ | ------------- |
| 1.  | 21. Juli 1996      | Darmstadt | ITF $25.000 | Sand  | Anca Barna      | Lenka Cenková Pavlina Rajzlova | 4:6, 6:3, 6:3 |
| 2.  | 22. September 1996 | Cluj      | ITF $10.000 | Sand  | Andrea Petrisor | Alexandra Greabu Daniela Ivana | 6:2, 6:2      |
| 3.  | 29. September 1996 | Bukarest  | ITF $25.000 | Sand  | Anca Barna      | Virág Csurgó Julia Lutrova     | 4:6, 6:1, 6:0 |